# 巫罗加什
巫罗加什是柔佛州昔加末县巫罗加什区的一个巫金。當地盛產榴槤，距離昔加末市中心約6公里。

## 名稱由來
巫金的名稱源自馬來語的Buluh Kasap，意指“粗糙的竹子”。在該鎮建立時，常見於當地舊市場附近。後來演變成Buloh Kasap（巫罗加什）。

## 歷史
在第二次世界大戰期間，日軍為越過麻坡河，曾在此地與英軍發生衝突。

## 地理
巫罗加什面積達386平方公里。

## 設施

### 商業
- 殼牌
- Billion

### 教育
- 巫罗加什國中
- 巫罗加什國小
- 巫罗加什宗教學校
- 佳什华小

### 宗教
- 佳密清真寺（Masjid Jamek Taman Yayasan）

## 交通
- 駕車駛經由聯邦第1號公路到達。
- 乘座柔佛公共交通机构（PAJ）SE 002號巴士到達[2]。
- YH 09號巴士到達。